# Жесте
Жесте (фр. Gesté) насеље је и општина у западној Француској у региону Лоара, у департману Мен и Лоара која припада префектури Шоле.
По подацима из 2011. године у општини је живело 2638 становника, а густина насељености је износила 74,21 становника/km². Општина се простире на површини од 35,55 km². Налази се на средњој надморској висини од 75 метара (максималној 104 m, а минималној 48 m).

## Демографија
| 1962. | 1968. | 1975. | 1982. | 1990. | 1999. | 2011. |
| ----- | ----- | ----- | ----- | ----- | ----- | ----- |
| 2.239 | 2.273 | 2.380 | 2.514 | 2.447 | 2.338 | 2.638 |

График промене броја становника у току последњих година